# Ebeltoft Købstadskommune
Ebeltoft Købstadskommune var en købstadskommune i Randers Amt mellem 1869 til 1970. Ved kommunalreformen i 1970 blev kommunen lagt sammen med kommunerne Agri-Egens, Dråby, Helgenæs, Hyllested-Rosmus, Knebel-Rolsø, Tirstrup-Fuglslev, Tved og Vistoft til Ebeltoft Kommune i Århus Amt.